# 栗原治久
栗原 治久（くりはら はるひさ、1967年10月24日 - ）は、日本のクラブDJ・ラジオパーソナリティである。
東京都江戸川区出身。現在は神奈川県に在住、横浜を中心に活動し、FMヨコハマの生放送番組「PRIME TIME」のパーソナリティ、同局では長らく朝番組「Morning Steps」の看板DJを務めていた。愛称は「クリちゃん」。血液型はB型。

## 来歴
若い頃から東京の当時のディスコを訪れ、DJに興味を持ち、結果としてクラブDJとなる。立教大学卒業後、いすゞ自動車に入社。DJ業を本職とするべくFMヨコハマのコンテストに応募、1993年1月ラジオ番組デビューする。
ハマラジ（現・FMヨコハマの一時期の愛称）時代より帯番組を持ち、栃木県に1994年4月開局したRADIO BERRYで開局当初から週1回生放送番組に定期出演。1990年代後半まではクラブDJとしても東京・西麻布などのクラブでも活動した。
現在、FMヨコハマの「PRIME TIME」のパーソナリティーのほか、tvkの音楽番組選曲ディレクターも務める。
クラブDJとしては、横浜駅近くの「BAR Luther」（バー・ルーサー）で定期的にクラブイベント「リズミック」を主催し、自身もDJプレイをしている。

## エピソード
- RADIO BERRYの当時の生番組「RADIO BERRY WEEKEND REQUEST」は宇都宮市一条三丁目の本社スタジオより行われており、東京駅から宇都宮駅までの間、JR東北新幹線を利用する新幹線通勤であった。
  - ダイヤ改正直後、宇都宮駅に停車しない列車に誤って乗車し、仙台駅まで行ってしまい、生放送に遅刻したことがある。その際、新幹線電話経由で本人による事情説明が放送された。
  - 別のダイヤ改正では、停車駅の数を読み違え、小山駅で列車を降りてしまったことがあると話している。
- 2005年、当時まだ日本ではなじみが薄かったレゲトンに着目、元横浜ベイスターズのマーク・クルーンの登場曲に『Gasolina』を選曲した。

## 出演

### ラジオ
- PRIME TIME (FMヨコハマ、2017年4月 - )

### ラジオCM
- タックス本部 COW-COW（FMヨコハマ）

### 過去の出演番組
- ハマラジ・ナイト（ハマラジ）
オープニングジングルでは「DJ HARU」（DJハル）と栗原のことを呼んでいた。
- RADIO BERRY WEEKEND REQUEST（1994年 - ？、RADIO BERRY）※初代DJ
当初はRADIO BERRYの鹿島田千帆とツインDJ（後に栗原単独）で、鹿島田には「ハルくん」と呼ばれていた。
放送でターンテーブルを用いて栗原本人によるDJミックスを放送したことがきっかけで、ミックスが定期コーナー化し、栗原のDJプレイが聴けるラジオ番組となった。定期化した「クラブミックスのコーナー」では、事前録音したDATを使用。
- STREET TODAY（FMヨコハマ）
- フューチャーメガヒッツ（FMヨコハマ）
- メガPOPキッス（TVKテレビ）：ピストン西沢とツイン司会
- SATURDAY BEACH TENGOKU（FMヨコハマ）
- 1st WAVE（FMヨコハマ、1998年4月 - 1999年3月）
- WEEKEND REQUEST（FMヨコハマ、1999年4月 - 2001年3月）
- MORNING STEPS（FMヨコハマ、2001年4月 - 2017年3月）
- God Bless Saturday〜ゴブサタ〜（FMヨコハマ）
- FRIDAY NIGHT HOT MIX（FMヨコハマ、2010年10月 - 2017年3月）：DJ KURIHARA名義
- SUPER DUPER JUNGLE（InterFM）：クラブDJミックスのみ単発出演
- minato mirai DJ SHOW（FMヨコハマ、2002年10月 - 2003年3月）：港未来名義（ボイスチェンジャー使用）
- ウィークリーベイスターズニュース（tvk、2003年）
- イイネ！ベイスターズ（tvk、2004年）
- JUST IN TIME (JFN、1998年)

## 関連人物
- 鹿島田千帆（RADIO BERRY）
RADIO BERRY WEEKEND REQUESTの初期の共演の他、鹿島田の単独DJ番組「ミュートラFRIDAY」のジングルを栗原が制作した。
- ピストン西沢
- Vance K
FMヨコハマ出演者としてのつながりから、ボディボードを教わる。
- SING LIKE TALKING
RADIO BERRY WEEKEND REQUESTにゲスト出演した際、栗原がSING LIKE TALKINGの代表曲「Together」ミックスを披露しベタ褒めされる。その縁あってか、「Sing Like Talking藤田君と西村君のTake To The Limit」のジングルは栗原が制作し、タイトルコールも担当している。FMヨコハマでは藤田千章と仲良くクロストークしたり、佐藤竹善から自身のソロのプロモ用レコードを提供されるなど交流がある。
- DJケチャップ
- 大矢陽子
- 吉岡さちこ
- DJ OSSHY
学生時代の先輩にあたり、現在はDJ仲間でもあり交友関係が続いている。